# Friedrich Langmaack
Friedrich Langmaack (* 11. April 1921 in Below / Landkreis Waren; † 7. oder 8. Mai 1991) war ein deutscher Beamter und Abgeordneter der Hamburgischen Bürgerschaft für die SPD.

## Leben
Nach dem Besuch der Volksschule in Hamburg machte Friedrich Langmaack eine Lehre als Maschinenbauer. Von 1940 bis 1945 war er zum Kriegsdienst als Waffenmeister eingezogen und geriet in Kriegsgefangenschaft.
Von 1946 an arbeitete er für die Deutsche Reichsbahn. Er absolvierte eine Ausbildung zum Technischen Beamten und war anschließend als technischer Betriebsinspektor bei der Deutschen Bundesbahn tätig.
Langmaack war verheiratet und hatte zwei Kinder. Er starb in der Nacht zum 8. Mai 1991.

## Politik
1946 trat Friedrich Langmaack in die SPD und in die Gewerkschaft der Eisenbahner ein. Von 1949 bis 1951 saß er im Gemeinderat von Heiligenhafen und war Arbeitsrichter beim Amtsgericht Lübeck. Später zog er nach Hamburg-Harburg. Zu seinen Parteifunktionen dort gehörten Ortsvereinsvorsitzender und stellvertretender Kreisvorsitzender.
Im Jahr 1974 wurde er als Abgeordneter in die Hamburgische Bürgerschaft gewählt. Er arbeitete bis zum Ende der Wahlperiode 1978 vor allem im Eingabenausschuss und im Sportausschuss mit. Langmaack gehörte der Bürgerschaft bis 1982 an, danach war er Vorsitzender der Harburger Bezirksversammlung.